# 配線工程

BEOL（メタル層）とFEOL（デバイス）

CMOS製造プロセス

配線工程またはバックエンド（back end of line、BEOL）とは、半導体製造における2番目の工程であり、それぞれのデバイス（トランジスタ、キャパシタ、抵抗など）がメタル層によって配線される。
配線材料として以前はアルミニウム配線が使われていたが、その後銅配線に置き換わった 。
ウェハー上に最初のメタル層が成膜されてからがBEOLである。
BEOLのステップ:
1. ソース領域とドレイン領域、またポリシリコン領域をシリサイド化する。
2. 絶縁層(プリメタル絶縁膜（PMD）、メタルをシリコンとポリシリコンから分離する)を作り、CMP研磨を行う。
3. PMDにホールを作る。
4. メタル層１を作る。
5. 2番目の絶縁層（配線間層間膜）を作る。
6. 下層のメタルと上層のメタルを接続するために、絶縁層にビアホールを作る。ビアはCVDプロセスで埋められる。
4–6をくり返す。
7. マイクロチップを保護するため、パッシベーション膜を作る。

## 引用
1. ↑  Karen A. Reinhardt and Werner Kern (2008). Handbook of Silicon Wafer Cleaning Technology (2nd ed.). William Andrew. p. 202. ISBN 978-0-8155-1554-8